# Beyn Kalāyeh
Beyn Kalāyeh (persiska: Bīn Kelāyeh, بین کلایه) är en ort i Iran.   Den ligger i provinsen Gilan, i den norra delen av landet, 210 km nordväst om huvudstaden Teheran. Antalet invånare är 883.
Terrängen runt Beyn Kalāyeh är mycket platt. Runt Beyn Kalāyeh är det tätbefolkat, med 790 invånare per kvadratkilometer. Närmaste större samhälle är Lāhījān, 11,8 km sydväst om Beyn Kalāyeh. Trakten runt Beyn Kalāyeh består till största delen av jordbruksmark.